# Stoulton
Stoulton är en parish i Storbritannien.   Den ligger i grevskapet Worcestershire och riksdelen England, i den södra delen av landet, 150 km nordväst om huvudstaden London.